# Východoasijské počítání věku

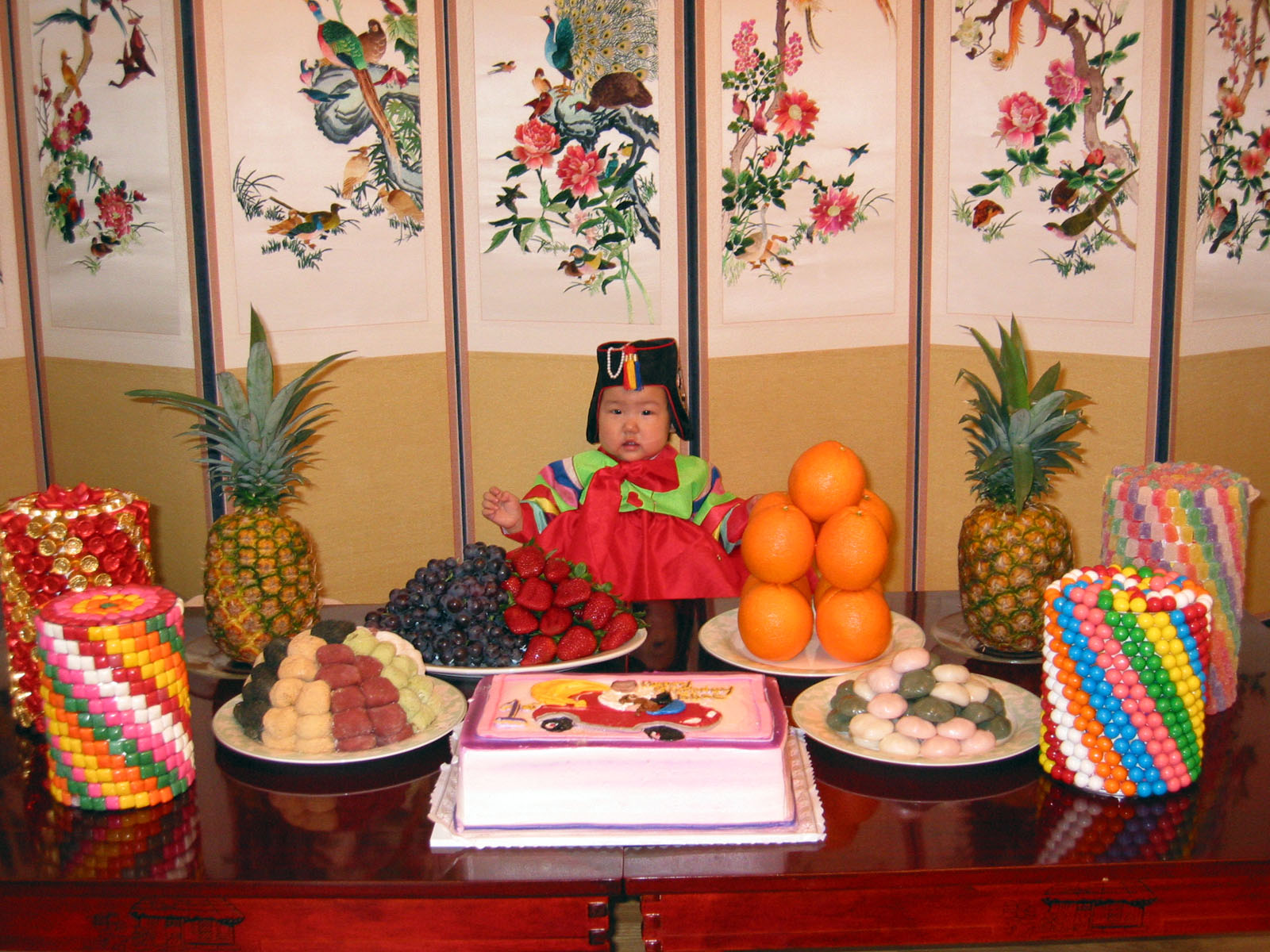
Oslava narozenin jednoročního dítěte, Jižní Korea, 2007

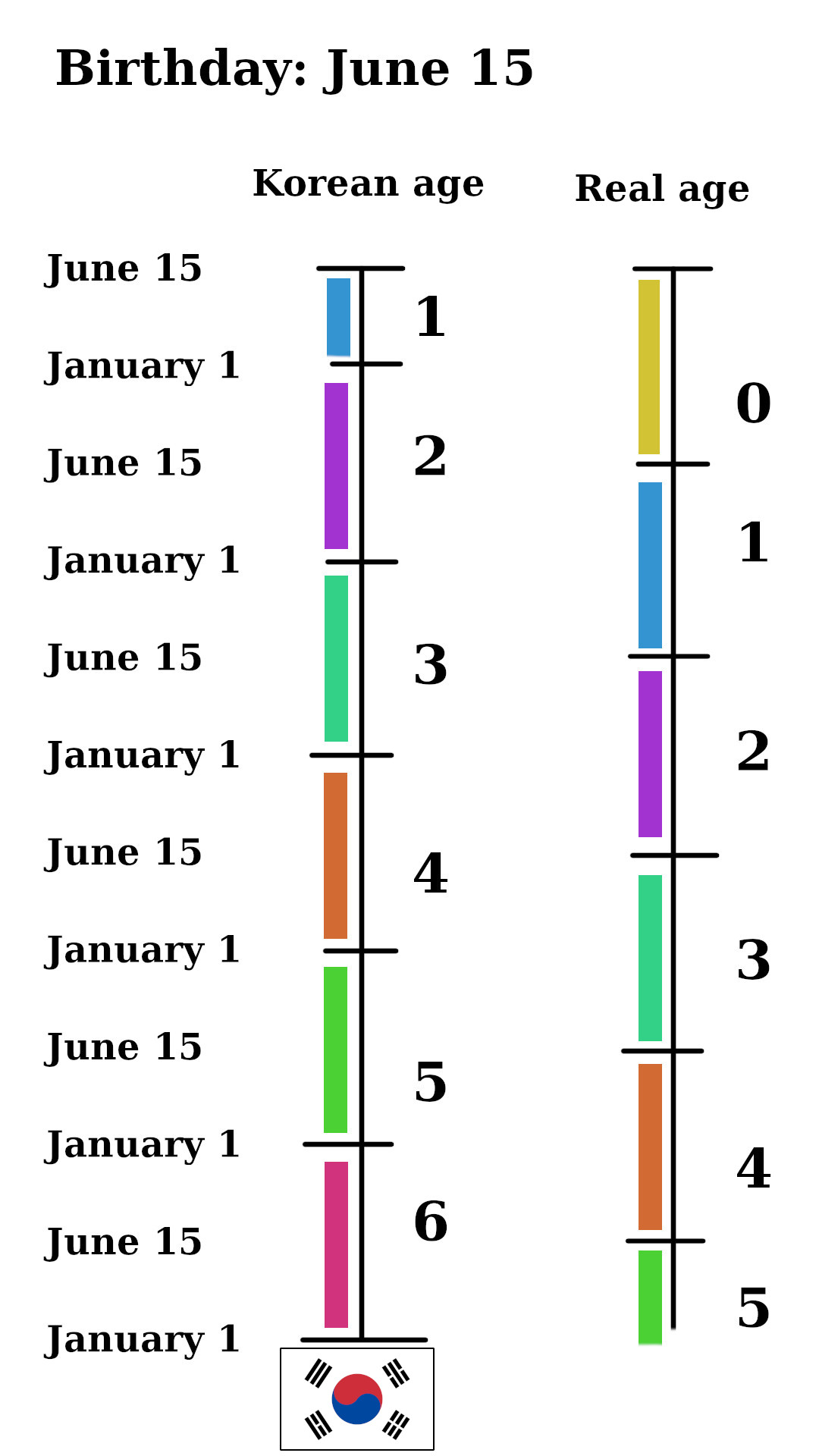
Příklad časové osy asijského (korejského) a obvyklého počítání věku

Počítání věku ve východní Asii je způsob určení stáří člověka pocházející z Číny, který se rozšířil i do okolních zemí – Koreje a Japonska. Při tomto způsobu určení věku se lidem od narození do konce roku udává stáří jeden rok a vždy na Nový rok (podle čínského lunárního kalendáře, to jest na čínský Nový rok v lednu–únoru) se věk zvyšuje o jedna. Ve výsledku je takto spočítaný věk o jeden až dva roky vyšší než věk počítaný podle západního způsobu.
V Japonsku a Vietnamu se tento systém určování stáří využívá v náboženství nebo tradičních způsobech věštění, ale mizí z každodenního života obyvatel měst. Široce rozšířen zůstává v Koreji, kromě tamního právního systému.

## Čína
Pro léta života se používá slovo suej (čínsky pchin-jinem suì, znaky zjednodušené 岁, tradiční 歲). V publikacích je často upřesněno, zda je věk udáván tradičním nebo moderním způsobem, pak se používá termín sü-suej (čínsky pchin-jinem xūsuì, znaky zjednodušené 虚岁, tradiční 虛歲) v prvém případě, resp. čou-suej (čínsky pchin-jinem zhōusuì, znaky zjednodušené 周岁, tradiční 周歲) nebo š’-suej (čínsky pchin-jinem shísuì, znaky zjednodušené 实岁, tradiční 實歲) v druhém.

## Japonsko
Japonci slovem sai (japonsky nebo japonsky) označují věk určený tradičním i moderním způsobem.
Tradiční systém počítání let, kazoedoši (数え年) byl roku 1902 zákonem prohlášen za zastaralý a nahrazen západním systémem (v japonštině man nenrei (満年齢)). Nicméně obyvatelstvo v nemalé míře zůstalo u tradičního systému určení stáří, proto byl v roce 1950 přijat ještě jeden zákon o výhradním používání západního způsobu.
V 21. století se tradičního způsobu přidržují zpravidla starší lidé, jinak je jeho použití omezeno na tradičních obřady.

## Korea
Korejci vesměs počítají svůj věk v rocích sal (살). Tedy Korejec je starý jeden sal v prvním kalendářním roce svého života a deset salů v desátém kalendářním roce.
Korejci slaví výročí svých narozenin, i když roky života se připočítávají nikoliv o narozeninách, ale o Novém roce. Vzhledem k tomu, že jeden rok má Korejec od narození a druhý od nejbližšího nového roku, člověk, který se narodil před koncem roku – např. 29. den 12. měsíce (tradičního lunárního kalendáře) – měl o dva dny později (od 1. dne 1. měsíce) věk dvou sal, dvou let.
V Jižní Koreji se tradiční způsob určení stáří používá vedle západního/mezinárodního. Západní/mezinárodní způsob se nazývá man-nai (만나이), kde man (만) znamená „plný“ nebo „skutečný, faktický“, a nai (나이) je „věk“. Gregoriánský kalendář a mezinárodní způsob počítání věku se v Jižní Koreji používá v úředním styku, v právních regulacích týkajících se věku apod.
V Severní Koreji se mezinárodní způsob určení věku používá od 80. let 20. století.